# Ляхово (Подляское воеводство)
Ляхово (пол. Lachowo) — деревня в Кольненском повете Подляского воеводства Польши. Входит в состав гмины Кольно. По данным переписи 2011 года, в деревне проживало 511 человек.

## География
Деревня расположена на северо-востоке Польши, на расстоянии приблизительно 9 километров (по прямой) к северо-востоку от города Кольно, административного центра повета. Абсолютная высота — 144 метра над уровнем моря.

## История
Согласно «Списку населенных мест Ломжинской губернии», в 1906 году в деревне Ляхово проживало 554 человека (262 мужчины и 292 женщины). В конфессиональном отношении большинство население деревни составляли католики (546 человек), остальные — православные. В административном отношении деревня входила в состав гмины Грабово Щучинского уезда.
В период с 1975 по 1998 годы Ляхово являлся частью Ломжинского воеводства.

## Достопримечательности
- Костёл Благовещения Пресвятой Девы Марии, 1878 г.
- Католическое кладбище, начало XIX в.
- Кладбищенская каплица (часовня), 1818 г.
- Усадьба, XIX—XX вв.